# Fullmetal Alchemist 2: Curse of the Crimson Elixir
Fullmetal Alchemist 2: Curse of the Crimson Elixir es un videojuego para PlayStation 2 desarrollado por Racjin y publicado por Square Enix.Se trata de un juego de modo RPG que fue lanzado para PlayStation 2 en el año 2005. En comparación con el juego anterior de Fullmetal Alchemist and the Broken Angel, este cuenta con una calidad gráfica superior y audio con las voces reales de los personajes en la versión inglesa.

## Historia
El juego completo lo jugaremos con Edward Elric y podremos utilizar la alquimia a lo largo del mismo para transmutar el brazo metálico de Ed, el cual se puede convertir en una cuchilla, y usarse para transmutar espada, lanzas y martillos y en otro tipo de objetos alternativos (transmutar un objeto en algo, por ejemplo cuchillos para tirar).
La historia comienza en el pueblo de Líor, en el cual debes derrocar al sacerdote Cornello, luego la historia toma un rumbo diferente al de la serie.
El juego consta de diversas cinemáticas, en calidad anime en ocasiones, y una calidad de dibujado muy fiel a la serie original de FMA.

## Crítica
El juego no tiene muchos aspectos a criticar; si lo comparamos con el juego anterior, la calidad gráfica es superior y la historia es nueva e interesante. Para quienes hayan jugado el primer juego Fullmetal Alchemist and the Broken Angel, descubrirán que pueden realizar combos diferentes al trasmutar el brazo de Ed, y descubrirán nuevas armas con respecto al entorno; también aparecerán enemigos como Scar (en español, cicatriz), el sacerdote Cornello, y una breve intromisión al final de Lust (lujuria), Gluttony (gula) y Envy (envidia).
- Datos: Q2633480